# Medvěd baribal

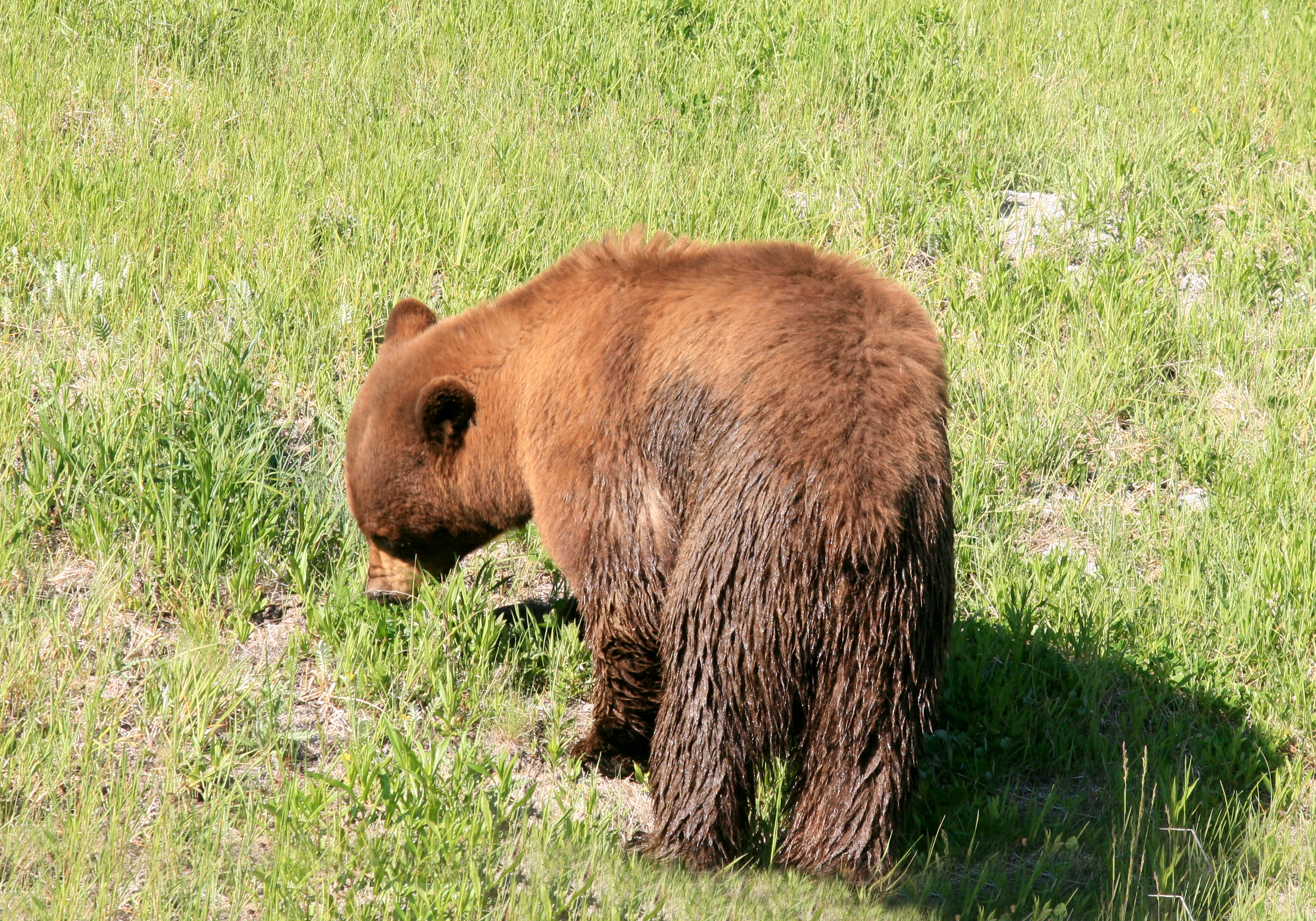
Skořicový baribal v Yellowstonském národním parku.

Medvěd baribal, zvaný také medvěd černý či baribal (Ursus americanus) je středně velký druh medvěda, který má svůj přirozený domov v Severní Americe. Jedná se o nejmenší a nejčastější severoamerický druh medvěda a jeho potrava závisí na místě a ročním období. Je to tedy všežravec nejčastěji obývající hustě zalesněná území, která opouští při hledání potravy. Někdy ho toto hledání zavede až k lidským obydlím, kde se k potravě může dostat snadno. IUCN nepovažuje baribala za ohrožený druh, jelikož jeho rozšíření je velké a počet jedinců se rovná dvojnásobku počtu jedinců všech ostatních druhů medvěda dohromady. Společně s medvědem hnědým a dalšími šesti druhy to je jediný vyhynutím neohrožený druh medvěda. Baribal často označuje stromy svými zuby a drápy, čímž komunikuje s ostatními baribaly.

## Název
Kromě češtiny se jméno baribal používá také ve francouzštině, španělštině nebo italštině. Často je jeho původ přičítán indiánským jazykům, avšak neexistují žádné důkazy, které by tento původ potvrdily.

## Taxonomie a vývoj
Přestože všichni baribalové žijí v Severní Americe, druh není blízkým příbuzným ani hnědého medvěda, ani ledního medvěda. Nejbližším příbuzným baribala je medvěd ušatý.
Nejstarší severoamerickou fosilií rodu Ursus je malý primitivní Ursus abstrusus, který žil před zhruba 5 miliony lety. Může se jednat o přímého předchůdce baribala, jehož vývoj probíhal v Severní Americe.
Nejstarší fosilie baribala, která byla nalezena u vesnice Port Kennedy v Pensylvánii, pak značně připomíná medvěda ušatého. Pozdější vzorky dosahovaly dokonce velikosti grizzlyho. Od holocénu pravděpodobně baribal ztratil notnou dávku velikosti, ačkoli nedá se to potvrdit kvůli obtížnému datování nalezených fosilií.
Baribalové žili už ve stejném období jako medvěd krátkočelý a floridský medvěd brýlatý, kteří se vyvinuli z medvědů, jenž do Ameriky přišli z Asie před asi 7 miliony lety. Zatímco krátkočelí byli téměř pouze masožravci a floridští brýlatí byli více býložraví, baribal zůstal po svých asijských předchůdcích stromovým všežravcem. Pravděpodobně to byla právě tato vlastnost, díky níž jako jediný z těchto tří druhů přežil klimatické i vegetativní změny, které přinesla poslední doba ledová. Poté, co před 10 tisíci lety krátkočelý a floridský brýlatý medvěd vymřeli, zůstali baribalové jedinými medvědy v Americe do příchodu medvěda hnědého.

### Křížení druhů
Baribalové jsou reproduktivně kompatibilní s ostatními druhy medvědů, což znamená, že se s nimi mohou rozmnožovat, a občas se tedy narodí kříženec. Jeden medvěd odchycený ve floridském městě Sanford byl dokonce křížencem baribala a medvěda ušatého. V roce 1859 se Londýnská zoologická zahrada pokusila zkřížit baribala s medvědem brtníkem, tři narozená medvíďata se však nedožila dospělosti. Na podzim 1986 byl v Michiganu zastřelen kříženec baribala s grizzlym, který se vyznačoval nadměrnou velikostí a poměrně velkou lebkou. DNA testy nedokázaly určit, zdali se jednalo o baribala nebo grizzlyho.

### Poddruhy
| Latinský název                  | Lidový název            | Rozšíření | Popis                                                                                                   |
| ------------------------------- | ----------------------- | --- | --- |
| Ursus americanus altifrontalis  | baribal olympijský      | Severozápadní pobřeží Pacifiku od centrální Britské Kolumbie po severní Kalifornii, na východě až v severním výběžku Idaha           | |
| Ursus americanus amblyceps      | baribal novomexický     | žije ve státech Colorado, Nové Mexiko, na západě Texasu, na východě Arizony, na severu Mexika a v jihovýchodním Utahu                | |
| Ursus americanus americanus     | baribal východní        | žije mezi východem státu Montana a pobřežím Atlantiku, na severu až na Aljašce, na jihu v Texasu, počet jedinců pravděpodobně stoupá | |
| Ursus americanus californiensis | baribal kalifornský     | v horách jižní Kalifornie až po jižní Oregon                                                                                         | |
| Ursus americanus carlottae      | baribal Šarlotin        | ostrovy Haida Gwaii a Aljaška | Obecně větší než pevninský baribal, má obrovskou lebku a stoličky, existuje pouze v černosrsté variantě |
| Ursus americanus cinnamomum     | medvěd skořicový        | Idaho, západní Montana, Wyoming, východní Washington, Oregon, severovýchodní Utah                                                    | Má hnědočervenou srst připomínající skořici                                                             |
| Ursus americanus emmonsii       | medvěd ledovcový        | jihovýchodní Aljaška, stabilní populace                                                                                              | Výběžky srsti stříbřitě šedé s modravým nádechem                                                        |
| Ursus americanus eremicus       | baribal ledovcový       | severovýchodní Mexiko, ohrožený poddruh                                                                                              | |
| Ursus americanus floridanus     | baribal floridský       | Florida, jižní Georgie, Alabama | Má světle hnědý nos a zářivě černou srst, často bílou skvrnu na hrudi                                   |
| Ursus americanus hamiltoni      | baribal newfoundlandský | Newfoundland | Obecně větší než pevninské poddruhy, nezvyklé dlouhá doba hibernace                                     |
| Ursus americanus kermodei       | Baribal bílý            | centrální pobřeží Britské Kolumbie                                                                                                   | Bílou srst má pouze 10 procent populace, zbytek má srst černou, za bílé zbarvení mohou recesivní geny   |
| Ursus americanus luteolus       | baribal louisianský     | východní Texas, Louisiana, jižní Mississippi, na federálním seznamu ohrožených živočichů                                             | Má poměrně dlouhou, úzkou a plochou lebku a poměrně velké stoličky                                      |
| Ursus americanus machetes       | baribal západomexický   | sever a střed Mexika | |
| Ursus americanus perniger       | baribal kenajský        | Kenajský poloostrov, Aljaška | |
| Ursus americanus pugnax         | baribal Dallův          | Alexandrovy ostrovy, Aljaška | |
| Ursus americanus vancouveri     | baribal Vancouverův     | Vancouverův ostrov | |

## Popis

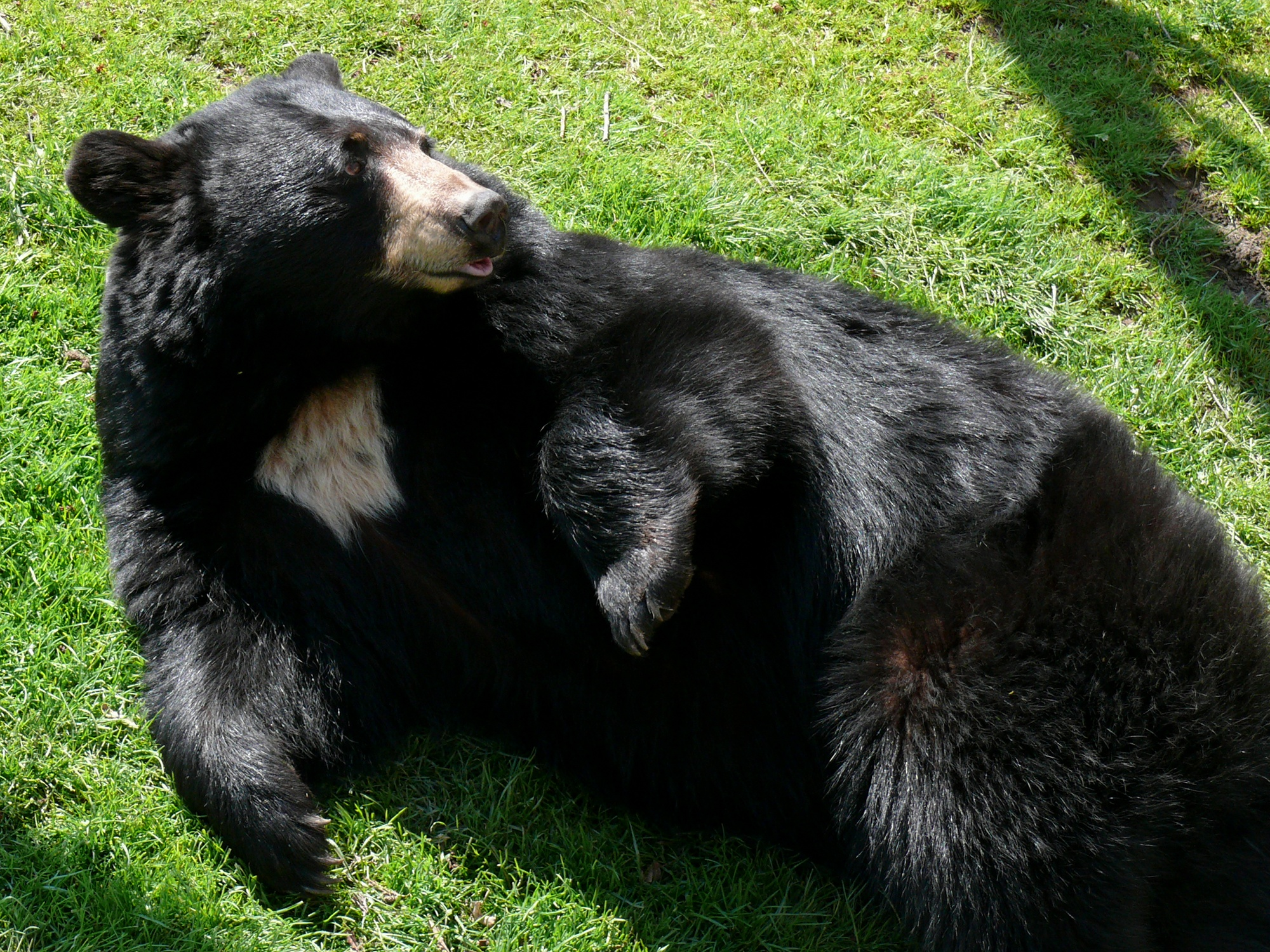
Baribal v horách Severní Karolíny.

Medvěd baribal má širokou lebku s tenkým čenichem a velkými čelistmi. Samice mají obvykle špičatější a užší hlavu než samci. Drápy baribala jsou černé nebo šedohnědé a krátké. Jsou stejně dlouhé na horních a dolních končetinách, avšak na horních jsou ostřejší. Baribal má delší dolní končetiny než medvěd ušatý. Ocas baribala měří jen 12 centimetrů a jeho černé uši jsou malé a kulaté. Chodidla baribala jsou černé až hnědé, bezsrsté, kožené a silně vrásčité. Baribalové jsou zruční a dokážou například odšroubovat víko konzervy nebo otevírat dveře klikou. Také jsou velice silní, i jejich mláďata dokážou jednou horní končetinou převrhnout až 150 kg těžké kameny. Baribalové se pohybují rytmickým, sebejistým pohybem a dokážou vyvinout rychlost až 50 km v hodině. Mají skvělý zrak a dokážou se učit vizuální diskriminaci pomocí barev rychleji než šimpanzi a stejně rychle jako psi. Také se dokážou rychle naučit různé tvary, především jednoduché trojúhelníky, kruhy a obdélníky.

### Velikost
Váha baribala se liší podle věku, pohlaví, zdraví a ročního období. Sezónní váha je lehce předvídatelná, na podzim, před zimním spánkem, váží asi o 30 procent více než na jaře. Baribalové z východního pobřeží Ameriky jsou obvykle těžší než ti ze západu. Zatímco samci obvykle váží mezi 60 a 250 kilogramy, samice zhruba o 33 % méně, takže mezi 40 a 170 kilogramy. Délka těla baribala je obvykle mezi 120 a 200 centimetry, v kohoutku pak měří 70 až 105 centimetrů. Přestože se obecně jedná o nejmenšího severoamerického medvěda, někteří samci mohou být větší než všechny ostatní druhy medvědů, s výjimkou medvěda hnědého a ledního. Největší zaznamenaný divoký baribal žil v Novém Brunšviku, kde byl zastřelen v listopadu 1972 a vážil 500 kilogramů, zatímco jeho délka dosahovala 240 centimetrů. Severoamerické centrum medvědů, které se nachází ve městě Ely v Minnesotě, je domovem pro největšího baribala světa chovaného v zajetí. Samec Ted vážil na podzim 2006 zhruba 450 kilogramů. Jeho družka Honey vážila o rok později „jen“ 220 kilogramů.

### Srst

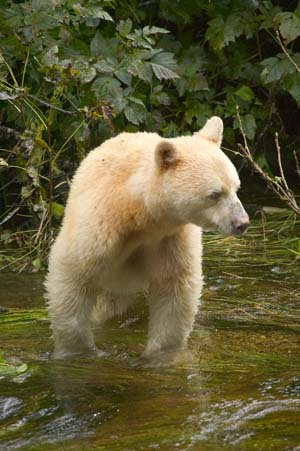
Medvěd bílý, poddruh baribala v Britské Kolumbii.

Srst baribala je hebká a hustá s dlouhými tlustými chlupy. Baribalové nemají tak hrubou srst jako hnědí medvědi, od srsti medvěda ušatého pak lze odlišit podle světlé brady a chlupatých tlap, které se vyskytují pouze u baribalů. Přestože v angličtině se jim říká „černí medvědi“, barva jejich srsti se často liší. Srst může mít barvu od bílé přes skořicovou, světle černou, čokoládovou až po uhlově černou, vyskytují se také přechodné varianty. Na pobřeží Aljašky a Britské Kolumbie se občas vyskytují i baribalové s namodralou srstí. Bílí až béžoví baribalové obývají většinou pobřežní ostrovy Britské Kolumbie, na jihozápadě také přilehlou pevninu. Černosrstí baribalové se vyskytují spíše ve vlhkých oblastech, jako je Nová Anglie, New York, Tennessee, Michigan nebo západní Washington. Celkem má černou srst 70 procent světové populace baribalů, ve Skalnatých horách pouze 50 procent.
| Barvy srsti baribalů podle oblasti | Barvy srsti baribalů podle oblasti |
| Oblast                             | Nejčastější barvy                  |
| ---------------------------------- | ---------------------------------- |
| Michigan                           | 100 % černí                        |
| Minnesota                          | 94 % černí, 6 % hnědí              |
| Nová Anglie                        | 100 % černí                        |
| New York                           | 100 % černí                        |
| Tennessee                          | 100 % černí                        |
| Washington (pobřežní oblasti)      | 99 % černí, 1 % hnědí a béžoví     |
| Washington (pevninské oblasti)     | 21 % černí, 79 % hnědí a béžoví    |
| Yosemitský národní park            | 9 % černí, 91 % hnědí a béžoví     |

## Chování
Ve své knize Great Bear Almanac uvádí Gary Brown 20 různých zvukových projevů baribala v osmi různých situacích. Zvuky vyjadřující agresivitu jsou vrčení, štěkání, frkání, řev a bučení. Zvuky vyjadřující spokojení jsou naopak mumlání, pištění a supění. Baribalové jsou od přírody teritoriální samotářská zvířata, která označují svá teritoria otíráním svých těl o stromy a škrábání kůry stromů. Baribalové jsou výteční plavci a plavou jak při lovu, tak pro zábavu. Také často lezou na stromy, ať už kvůli potravě, strachu z nepřítele nebo hibernaci. Se zvyšujícím se věkem však schopnosti baribala vyšplhat na strom slábnou. Dospělí baribalové jsou většinou aktivní v noci, zatímco mladší generace operuje za denního světla.

### Rozmnožování a vývoj
Medvědice obvykle porodí svá první mláďata ve věku 3 až 5 let. Ty, které žijí v hustě obydlených oblastech, však často zabřeznou v útlejším věku. Doba plození potomstva probíhá dva až tři týdny nejčastěji v červnu a červenci, v severní části rozšíření i v srpnu. Po páření bývají medvědice vůči svým druhům agresivní. Doba březosti trvá 235 dní a mláďata se tedy narodí na přelomu ledna a února. V jednom vrhu se nejčastěji narodí 2 medvíďata, avšak byly zaznamenány vrhy s 6 mláďaty. Po narození medvíďata váží 280 až 450 gramů a jejich délka dosahuje 20 centimetrů. Čerstvě narozená mláďata mají šedou srst a jsou slepá až do 28 až 40 dní po narození. Po pěti týdnech začínají chodit a po 30 týdnech přestávají být závislá na mateřském mléku. Absolutní nezávislosti dosahují ve věku 16 až 18 měsíců. Ve třech letech jsou baribalové dospělí a v pěti letech dosahují plného vzrůstu. Průměrná délka života v divočině je 18 let, rekordman se dožil 31 let, v zajetí pak 44.

### Hibernace

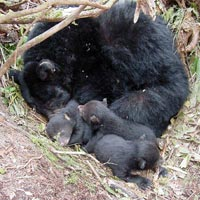
Hibernující medvědice s medvíďaty.

Do svých brlohů se baribalové stahují v říjnu a listopadu, předtím mohou nabrat až 15 kilogramů navíc, které jim pomohou dostat se až přes sedm měsíců hibernace. Ta však trvá pouhé tři až pět měsíců a srdeční tep baribala se při ní sníží ze 40 až 50 za minutu na pouhých osm úderů v jedné minutě. Hibernaci baribal tráví v brlohu, který si sám vyhloubil v dutinách stromů, pod kládami nebo kameny, v jeskyních nebo mělkých jamách. Ukázalo se, že co se týče výběru místa pro brloh, samice jsou vybíravější než samci. Aby byla potlačena chuť baribalů, uvolňuje se do jejich soustav hormon leptin. Protože baribalové při hibernaci nevypouštějí výkaly, uhlíkové odpady v jejich těle se biochemicky přemění na proteiny. To také zabraňuje ztrátě svalové hmoty, jelikož proces je také využíván k její tvorbě. Tělo baribala si však zanechává teplotu kolem 35 stupňů Celsia a baribalové jsou stále částečně na pozoru. Pokud není zima příliš krutá, mohou se dokonce vzbudit a hledat potravu. V únoru pak medvědice porodí mláďata, o která musí až do vymizení sněhové pokrývky pečovat. V zimě baribalové spotřebují 25 až 40 procent své tělesné váhy. Při hibernaci se jim také svléká kůže z chodidel, která pokryje nová vrstva. Po odchodu z brlohu na jaře musí baribal po dobu dvou týdnů chodit kolem svého teritoria, aby si jeho metabolismus opět zvykl na aktivní pohyb. Zároveň hledá potravu v podobě v zimě zahynulých zvířat a nových výhonků rostlin, především mokřadových. V horských oblastech baribalové hledají jižní svahy v nízkých nadmořských výškách a zatímco se blíží jaro, postupují výše a více na sever. Pro úkryt, ochranu proti teplu a spánek využívají hustého lesního porostu.

### Potrava
Až 85 procent potravy baribalů tvoří vegetace, a to přestože hrabou méně než hnědí medvědi a také snědí méně kořínků a hlíz. Mladé výhonky stromů a křoviny jsou na jaře velice důležité pro probuzené baribaly, kterým pomáhají obnovit svalovou hmotu, zpevňují kostru a často jsou jedinou dostupnou potravou. Plody, trávy, pupeny a ořechy jsou v té době už většinou spaseny. Na jaře mohou baribalové také vyžírat ořechové skrýše veverek a také si s oblibou pochutnají na medu. Pokud je včelí úl příliš hluboko v kmeni stromu, nemají problém kus kmene odstranit ústy. Když už se baribal dostane k úlu, vychutná si med, aniž by mu dělaly starosti okolní včely.

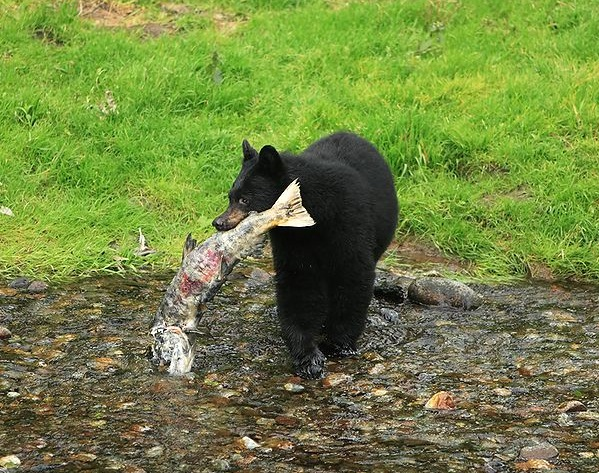
Baribal s lososem na Aljašce.

Většinu masožravé složky baribalovy potravy tvoří hmyz jako včely, vosy, mravenci a larvy hmyzu. V noci pak loví lososy, které nemohou kvůli své tmavé srsti lovit za denního světla. Bílosrstí baribalové ze západní Kanady však mají o 30 procent větší úspěšnost lovu lososů než černosrstí. V některých oblastech se mohou kořistí baribala stát jelenec ušatý nebo jelenec běloocasý. V Idahu byly navíc zaznamenány útoky na mláďata wapitiů, na Aljašce se jednalo o mláďata losů. Také byly zaznamenány útoky na dospělé jeleny, ale jedná se o vskutku vzácné případy. Baribal si však klidně troufne i na dospělého losa, avšak jen s pomocí bezpečné léčky. Často pak zavlečou svou kořist do krytu, jelikož rádi jedí o samotě. Často také začnou mlékem, pokud jedí samici, i když preferují vnitřnosti. Kůži zvířete baribalové odvlečou pryč a po konzumaci vnitřností nechají kostru tak, jak je. Na rozdíl od vlků a kojotů jen vzácně rozptýlí zbytky různě po okolí. Vegetace na místě potravy je udusaná a nedaleko jsou často k nalezení trusy baribala. Občas se pokusí přikrýt zbytky větších kořistí, avšak ne tak často jako pumy nebo grizzlyové. Mezi další potravu baribala patří vejce orla bělohlavého, k jehož hnízdům rádi šplhají. Bylo také zaznamenáno, že baribalové ukradli jelení nebo jiné maso lidem.

### Vztahy s jinými druhy
Ve většině svého rozšíření jsou baribalové dominantní oproti ostatním predátorům, především v bojích o mršiny. Avšak v případě, že se do konfliktu vmísí větší medvěd hnědý, baribal musí hledat jinde. Baribalové se tedy snaží utéci kruté konkurenci tím, že jsou aktivnější za denního světla a obývají hustěji zalesněná území. V Yellowstonském národním parku byli zaznamenáni mrtví baribalové po bojích právě s hnědými medvědy.
Baribalové mohou soutěžit o mršiny s pumami, od kterých, podobně jako hnědí medvědi, jsou schopni mršinu ukrást. Studie ukázala, že v Yellowstonském národním parku a v národním parku Glacier navštívily oba druhy medvědů 24 procent kořistí pum, 10 procent mršin se pak rozhodly zabrat. Souboje mezi medvědy a pumami jsou ojedinělé, ale když k nim dojde, mají vskutku násilný náboj. Existuje případ, kdy puma v takovém souboji zabila baribala.
S vlky se baribalové nepotkávají tak často jako hnědí medvědi, zejména kvůli odlišnému preferovanému životnímu prostředí. Většina takovýchto interakcí se odehrává na severním konci baribalova rozšíření. V souboji jeden na jednoho je pak baribal často vítězem, proti smečce vlků však nemá šanci. A tak smečky vlků kradou baribalům i kořisti, což se u medvědů hnědých tak často nestává.
V Yellowstonském národním parku bylo alespoň jednou zaznamenáno zabití rosomáka baribalem při souboji o potravu.

## Nynější rozšíření a početní stavy

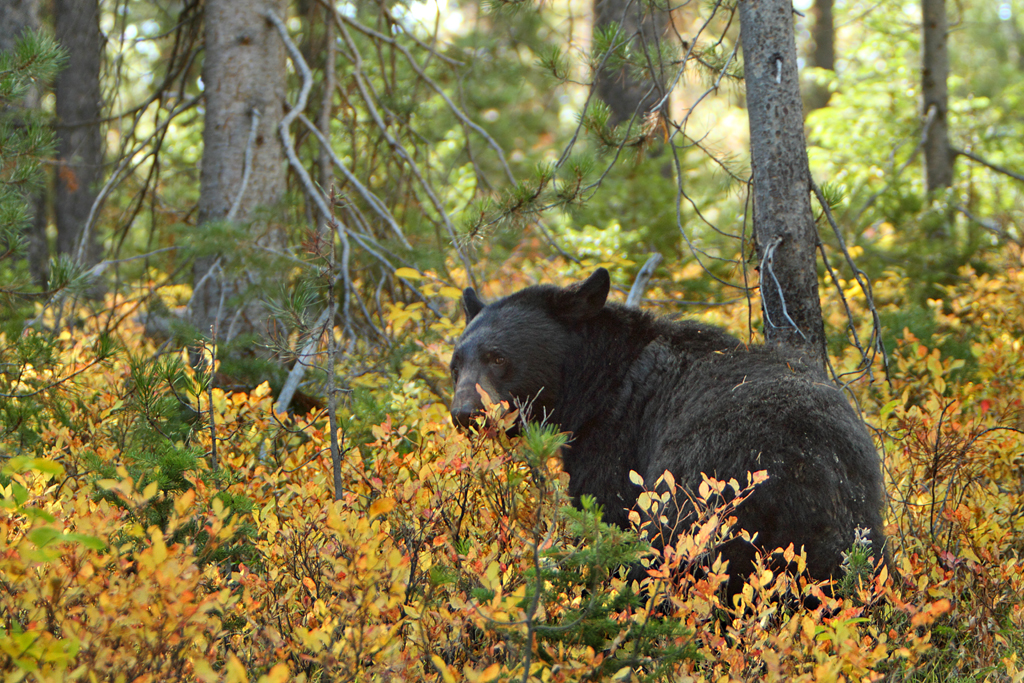
Baribal v národním parku Grand Teton.

Původně baribalové obývali většinu zalesněných oblastí Severní Ameriky. Nyní jsou omezeni na řídce osídlená zalesněná území.
Baribalové nyní obývají většinu svého původního kanadského rozšíření s výjimkou prérií v provinciích Alberta, Saskatchewan a Manitoba. Na Ostrově prince Edwarda jsou vyhynulí od roku 1937. Celkem v Kanadě žije mezi 396 000 a 476 000 baribaly, tedy alespoň podle studií uskutečněných v sedmi kanadských provinciích v polovině 90. let minulého století. Odhad však nepočítá s populacemi v provinciích Nový Brunšvik, Nové Skotsko a Saskatchewan a v Severozápadních teritoriích. Všechny kanadské provincie v posledních deseti letech hlásí stabilitu populace baribalů.
Ve Spojených státech jsou baribalové rozšíření na severovýchodě, včetně států Virginie a Západní Virginie, na severním středozápadě, tedy ve státech Minnesota, Severní Dakota a Jižní Dakota, ve státech okolo Skalnatých hor, na západním pobřeží a na Aljašce. V ostatních regionech je populace baribalů buď rozkouskovaná nebo žádná. Ve výše uvedených oblastech se však populace baribalů v posledních letech zvyšuje. Studie ve 35 státech na začátku 90. let minulého století ukázala, že populace baribalů jsou buď stabilní nebo zvyšující se, s výjimkou států Idaho a Nové Mexiko. Celkem v USA žije 339 tisíc až 465 tisíc baribalů, kromě států Aljaška, Idaho, Jižní Dakota, Texas a Wyoming, kde je počet baribalů neznámý.
V roce 1993 byl znám výskyt baribalů na čtyřech místech v Mexiku, avšak průzkumy, zda baribalové obývají zbylé oblasti, nebyly uskutečněny od roku 1959. Mexiko je jedinou zemí, kde je baribal označován jako ohrožený druh.

## Vztahy s člověkem

### Medvědi v lidové kultuře a mytologii

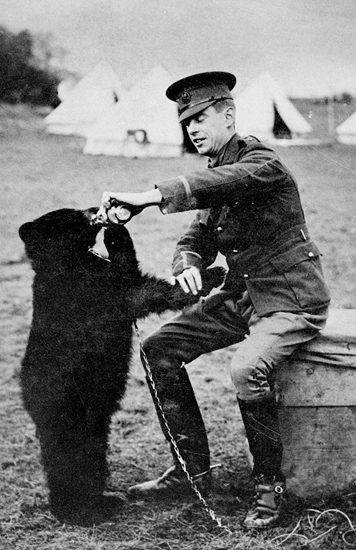
Kanadský zoolog Harry Colebourne a medvědice Winnipeg.

Baribalové jsou důležitými postavami příběhů některých indiánských kmenů. V jednom příběhu byl baribal stvořen dobrým duchem, zatímco grizzly duchem zlým. V mytologii Hajdů, Tlingitů a Cimšjanů ze západní Kanady se lidstvo naučilo respektovat medvědy až když se mladá indiánka provdala za syna náčelníka baribalů. V mýtech Kwakjutlů byli baribalové a grizzlyové nepřáteli od doby, co samice grizzlyho zabila samici baribala za lenost. Medvíďata zabité samice pak zabila medvíďata grizzlyho. Navahové věřili, že velký baribal byl náčelníkem všech medvědů a modlili se za něj, aby jim v případě boje poskytl podporu.
Morris Michtom, první výrobce plyšových medvídků, se nechal inspirovat při výrobě hračky poté, co viděl kresbu vyobrazující Theodora Roosevelta, jak odmítá zastřelit mládě baribala chycené do pasti ve stromě. Medvídek Pú, v angličtině Winnie the Pooh nese své jméno po medvědici zvané Winnie (podle Kanadského města Winnipeg), která obývala londýnskou zoo mezi lety 1915 a 1934. Medvídě, které roku 1950 uvízlo na stromě při požáru v horách Nového Mexika, bylo zvěčněno jako Smokey, maskot správy lesů USA.
Baribal je rovněž maskotem Baylor University, která na svém kampusu chová dva jedince.

### Útoky na člověka
Na rozdíl od grizzlyho, který se stal původcem strašlivých legend kolujících mezi evropskými osadníky Severní Ameriky, není baribal považován za příliš nebezpečného, přestože obývá oblasti, které byly také osídleny osadníky. Při setkání se člověkem baribal jen vzácně zaútočí a většinou používá pouze falešné výpady, zuřivé zvuky a plácaní po zemi svými předními končetinami. Podle knížky o medvědích útocích od Stephena Herrera zahynulo mezi lety 1900 a 1980 po boji s baribalem 23 lidí. Daleko více útoků na lidi mají na svědomí medvědi hnědí.
V porovnání s hnědým medvědem, násilná setkání s baribalem jen vzácně vyústí ve vážné zranění. Většinu baribalů k útokům na lidi vede spíše hlad než teritoriálnost, a tak mají lidé větší šanci přežití, pokud budou s baribalem bojovat, než když se mu vzdají. Na rozdíl od grizzlyů navíc medvědice baribalů nepůsobí tolik protektivně v přítomnosti mláďat a jen zřídkakdy zaútočí na člověka při jejich přítomnosti. Nejsmrtelnější případ útoku baribala na člověka byl zaznamenán v květnu 1978, kdy baribal zabil tři teenagery rybařící v Algonquinském parku v Kanadě. Většina útoků baribalů na lidi se odehrála v národních parcích, v blízkosti tábořišť, kde jsou baribalové zvyklí na lidskou aktivitu. V národním parku Great Smoky Mountains bylo mezi lety 1964 a 1976 zaznamenáno 1 028 útoků baribala na člověka, z nichž 107 skončilo zraněním. Většina se odehrála nedaleko míst, kde lidé často krmili baribaly ručně.

### Škody na dobytku a úrodě

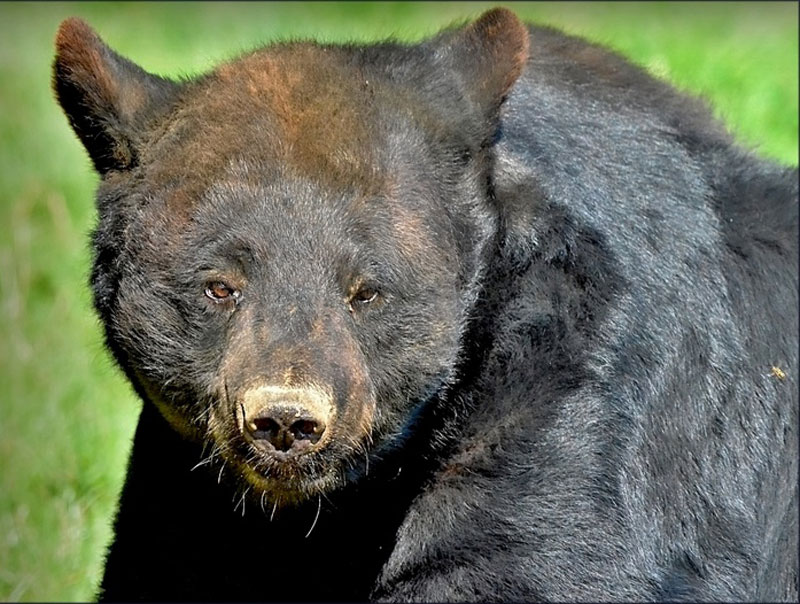
Medvěd baribal v Zoo Tábor

Baribalové útočí na dobytek především v jarním období, kdy je k tomu nutí nedostatek potravy v lesích. V létě pak mohou být baribalové k tomuto činu motivovaní nedostatkem plodů a ořechů. V některých oblastech severozápadních Spojených států mohou baribalové vážně poškodit lesy strháváním kůry stromů a požíráním kambia. Na statcích mohou zaútočit i na dospělé koně nebo skot, preferují však ovce, kozy, prasata a telata. Obvykle svou kořist zabijí kousnutím do krku a ramen, avšak mohou také zvířeti zlomit vaz úderem svých končetin. Právě podle škrábanců na krku, zádech a ramenech se dá poznat, že bylo zvíře napadeno baribalem. Normální také je, že baribal zabije více ovcí nebo koz najednou. Je také známo, že dobytek vycítí baribala na kilometry daleko, což občas vede k panice, která může vyústit ve vážná zranění i smrt.

### Lov
Baribalové jsou tradičním cílem lovů původních obyvatel i evropských osadníků. Některé indiánské kmeny, které ctí inteligenci baribalů, poté ozdobí jejich hlavy malými šperky a uloží je do přikrývek. Lovec, který baribala zabil, pak uctí statečnost zvířete tím, že mu do nosních děr vnese kouř z tabáku. Například Gwičinové lovili baribaly především v době hibernace. Na baribaly si troufali častěji než na grizzlye, jelikož jim při hibernaci trvalo déle se probudit. Při kolonizaci Severní Ameriky bylo mnoho baribalů zabito pro maso, tuk a kožešinu. Theodore Roosevelt často psal o lovech baribalů, například, že „když honíte baribala, jste vskutku vzrušení a občas se dokonce cítíte v mírném nebezpečí, což však dělá lov ještě zajímavější; proto se jedná o tak oblíbenou zábavu“. Také napsal, že baribalové byli díky svému životnímu prostředí obtížně stopováni, ale dali se lehce chytit do pasti. Dále psal, že na jihu Spojených států majitelé plantáží obvykle lovili baribaly na koni s pomocí svých psů. Generál Wade Hampton III byl přítomen u 500 úspěšných lovů baribala, zhruba při třetině pak zabil medvěda sám. Okolo třiceti a čtyřiceti baribalů pak zabil pouze nožem, když bodl medvěda do ramene, zatímco na šelmu útočili jeho psi. Koně byli často nepříliš užiteční při lovu baribala, pokud nebyli speciálně vycvičení. Často se totiž při spatření medvěda dali na útěk. V roce 1799 bylo z Quebecu exportováno 192 tisíc kožešin baribalů, v roce 1822 3 tisíce prodala Společnost Hudsonova zálivu. V roce 1992 stála kožešina z medvěda průměrně 165 dolarů.
V Kanadě je stále baribal považován za velkou zvěř a za kožešinový druh, s výjimkou Severozápadních teritorií a Nového Brunšviku, kde jsou zařazeni pouze mezi velkou zvěř. V celé Kanadě nyní žije 80 822 licencovaných lovců baribalů, kteří jsou aktivní na podzim a na jaře. Ulovit mohou obě pohlaví, avšak v některých provinciích je zakázáno lovit samice s mláďaty nebo až rok stará medvíďata.
Momentálně je lov baribalů povolen ve 28 z amerických států, z nichž devatenáct vyžaduje lovecká licence a některé dokonce licenci k lovu velké zvěře. V osmi státech je k lovu baribalů potřeba jen licence k lovu velké zvěře. Každý rok se prodá zhruba 481 500 licencí k lovu baribalů. Lovecké metody a sezony se liší podle státu, někde se může lovit pouze na podzim, jinde i na jaře, v jiných státech po celý rok. Například ve státě New Jersey je lov baribalů už pět let zakázán, avšak v prosinci 2010 byla uskutečněna šestidenní lovecká sezona určená k regulaci populace. Studie Fairleigh Dickinson University ukázala, že pro schválení této šestidenní sezony pro každý rok bylo 53 procent občanů státu. Sezonu podporovali především muži, lidé staršího věku a obyvatelé venkova. Na západě země, kde je baribalů hodně, jsou lovecké sezony buď po celý rok, nebo na jaře. Zhruba 19 tisíc baribalů bývalo každý rok mezi lety 1988 a 1992 zabito na území Spojených států, nejméně v Jižní Karolíně (6), nejvíce ve státě Maine (přes 2 000).
Baribalové jsou po jelenech a wapiti nejoblíbenějším terčem lovců s lukem.

#### Maso a orgány
Mezi původními obyvateli a kolonisty mělo maso baribala vysokou cenu. Například Gwičinové žádný jiný druh medvěda nelovili, avšak maso baribala stále tvořilo jen malou složku jejich potravy. Frank Forester o něm napsal, že je „chutné, spíše lahodné, podobné vepřovému. V New Yorku se z něj stala tak obvyklá pochutina, že jeden z místních důležitých trhů dostal název Medvědí trh.“
Theodore Roosevelt rovněž přirovnával maso mladých baribalů k vepřovému, navíc podle něj nebylo tak surové a bezvýrazné jako maso grizzlyho. Nejchutnější kusy baribala jsou pak k nalezení v zadních končetinách a ledvinách. Maso z krku, předních končetin a ramenou pak buď bylo umleto nebo dušeno. Uchování tuku zajistí masu silnou chuť a jelikož baribalové mají často trichinelózu, musí být maso vařeno za vysoké teploty, aby došlo k vyhubení parazitů.
Tuk baribalů byl kdysi ceněn na poli kosmetiky, jelikož podporoval růst a lesk vlasů, a to především tvrdý bílý tuk uvnitř těla. Toho však nebylo mnoho, a tak byl výsledný olej ještě smícháván s vepřovým sádlem. Aktivisté bojující za práva zvířat však v posledních letech snižují zabíjení těchto zvířat, a tak byly výrobky s tukem baribala z kosmetického trhu staženy.

## Chov v zoo
V Česku chovají medvěda baribala nejen zoologické zahrady sdružené v UCSZOO, ale například také ZOO Tábor.